# Велимир Карич
Велимир Карич (на сръбски: Велимир Карић или Velimir Karić) e сръбски национален революционер, депутат на Кралство Сърбия от Народната радикална партия, фармацевт, доброволец в Сръбско-турските войни от 1876 и 1877 – 1878 г., основател на сръбската четническа организация във Враня.

## Биография
Роден е в Крагуевац, Сърбия, на 3 октомври 1859 година в чиновническо семейство. Брат му Владимир Карич е географ, дипломат и деец на сръбската пропаганда в Македония като консул в Скопие от 1889 до 1892 година. Велимир завършва гимназия в Шабац и фармацевтика във Виенския университет. Доброволец е в Сръбско-турската война от 1876 година и в Сръбско-турската война в 1877 – 1878 година. Заедно с брат си е един от първите членове на Радикалната партия и участва в протестите в Белград в 1882 година заради поставянето на пиесата „Рабагас“ в Народния театър.
След това заминава за Враня, където в 1883 година отваря първата аптека в новоприсъединените поморавски територии.
В 1903 година участва в създаването на Изпълнителния комитет на Сръбската четническа организация във Враня и става негов член. Активно подкрепя дейността на сръбската въоръжена пропаганда в Македония до 1906 година, когато напуска Враня и заминава за Белград, където отваря аптека. Десет пъти е избиран за депутат от Враня от Народната партия и е член на нейния Управителен съвет до 1940 година. Той е един от членовете основатели на Народна отбрана и е неин председател по време на Първата световна война.